# Louis-Ferdinand de Prusse (1907-1994)
Pour les articles homonymes, voir Louis-Ferdinand de Prusse.
 (février 2019).
Si vous disposez d'ouvrages ou d'articles de référence ou si vous connaissez des sites web de qualité traitant du thème abordé ici, merci de compléter l'article en donnant les références utiles à sa vérifiabilité et en les liant à la section « Notes et références ».
Succession
Prétendant au trône royal de Prusse et au trône impérial allemand
20 juillet 1951 – 25 septembre 1994
(43 ans, 2 mois et 5 jours)
Le prince Louis-Ferdinand de Prusse (en allemand, Louis Ferdinand Prinz von Preußen), né le 9 novembre 1907 à Potsdam et mort le 25 septembre 1994 à Brême, est le chef de la maison royale de Prusse et le prétendant au trône impérial allemand à partir de 1951 et jusqu'à sa mort en 1994.

## Enfance
Louis-Ferdinand est le deuxième fils du Kronprinz Guillaume de Prusse et de la princesse Cécilie de Mecklembourg-Schwerin, née duchesse, de sang russe par sa propre mère. Louis-Ferdinand aurait hérité de la sensibilité de sa mère Cécilie.
Son père, fils aîné de l'empereur Guillaume II, est Kronprinz (prince héritier) de Prusse et Kronprinz allemand.
Louis-Ferdinand passe une bonne partie de son enfance près de Dantzig où son père commande un régiment de hussards. À l’âge de 10 ans, conformément à la tradition, il est fait lieutenant et obtient de son grand-père Guillaume II, empereur allemand, une haute distinction prussienne, l’ordre de l’Aigle noir (en allemand : Schwarzen Adlerorden).
Son onzième anniversaire, en 1918, coïncide avec l’abdication de son grand-père, le Kaiser, qui s’enfuit aux Pays-Bas, abandonnant sa famille à Potsdam en proie à la révolution. Louis-Ferdinand grandit ensuite sans son père, lui aussi en exil aux Pays-Bas, et en garde une admiration sans borne pour sa grand-mère, l’ancienne impératrice Augusta, dite « Dona ».
Après l’obtention de son baccalauréat en 1925, il entreprend un voyage en Amérique du Sud et, à son retour, commence des études d’économie et de droit. Il obtient son doctorat en 1931, son sujet de thèse ayant traité de l’immigration en Argentine.
Peu de temps après, il se rend en Amérique du Nord, avec l’autorisation expresse de son grand-père, admirateur des États-Unis, et travaille incognito à la chaîne de montage de la Ford Motor Company. Lors d’une soirée, il fait la connaissance de l’actrice Lili Damita et s’installe à Hollywood avec elle. Mais les choses se compliquent : son frère aîné ayant renoncé en juin 1933 à ses droits sur la couronne, Louis-Ferdinand doit songer à se marier en conformité avec son statut. Son père, dépêché par le Kaiser à Hollywood, le convainc de renoncer à son idylle avec Lili Damita et de rentrer en Allemagne.

## Dans l’Allemagne des années trente
En 1938, Louis-Ferdinand épouse une cousine, la grande-duchesse Kira Kirillovna de Russie (1909-1967). La cérémonie a lieu selon les deux rites orthodoxe et luthérien. De cette union naîtront sept enfants entre 1939 et 1949.
Louis-Ferdinand et Kira choisissent les États-Unis pour leur voyage de noces. S’ensuit un tour du monde qui les mène jusqu’en Asie, avant leur retour en Europe.

## Seconde Guerre mondiale

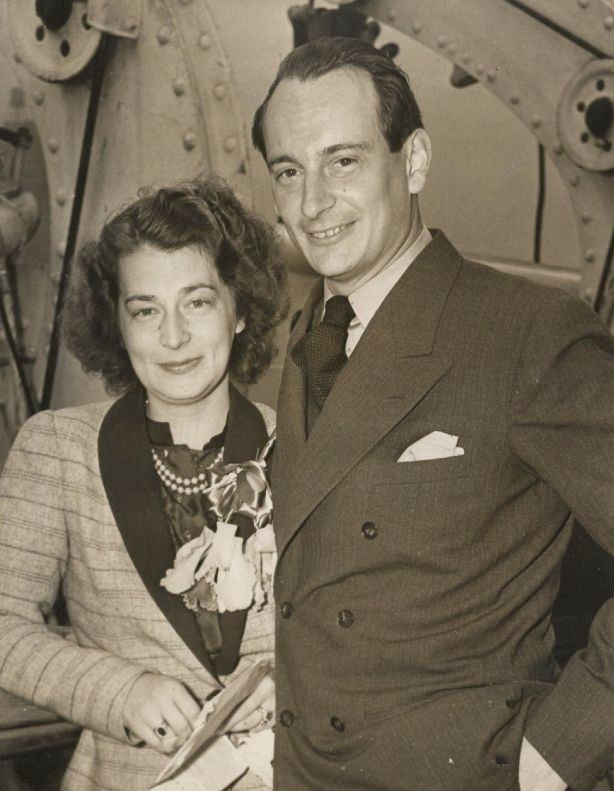
Louis Ferdinand et sa femme, la grande-duchesse Kira Kirillovna de Russie, en 1938

Féru d’aviation, Louis-Ferdinand sert dans un premier temps comme lieutenant dans l’armée de l’air. Mais le décès de son cousin germain et surtout celui de son frère aîné, pendant la Bataille de France en mai 1940, créent une importante émotion dans le peuple allemand : ceci conduit Hitler à promulguer le « décret princier », le Prinzenerlass. Ce décret interdit à toutes les personnes ayant un lien familial avec les familles royales de faire partie de l’armée. Louis-Ferdinand, contraint de quitter l’armée, se réfugie dans son domaine agricole de Cadinen en Prusse-Orientale. C’est là qu’il apprend la mort du Kaiser en juin 1941.
Il entre alors en contact avec les officiers préparant un coup d’État contre Hitler. En cas de rétablissement de la monarchie, Carl Friedrich Goerdeler lui propose, lors d’une visite à Cadinen en 1942, d’accepter la charge de l’État. Louis-Ferdinand refuse, arguant du fait que l’héritier du trône est son père, le Kronprinz, pourtant compromis avec les nazis. Après l’échec de l'attentat du 20 juillet 1944, Louis-Ferdinand est longuement entendu par la Gestapo, qui le soupçonne d’avoir été informé du complot. Il ne doit la vie sauve qu’au fait que l’ancien chef d’état-major de la maison royale, Kurt von Plettenberg (de), choisit le suicide pour ne pas parler sous la torture.[réf. nécessaire] Après ces événements, Louis-Ferdinand envoie sa famille à l'Ouest et ne la retrouve que quelques mois plus tard, ayant perdu tous ses biens ou presque, sauf le château de Hohenzollern.

## Renaissance
À la fin de la guerre, réfugié comme des millions d’autres en Allemagne, Louis-Ferdinand s’installe dans un premier temps à Bad Kissingen, ville thermale du nord de la Bavière, avant d’emménager fin 1947 près de Brême. Il reprend un temps ses activités de relations publiques chez Ford, qu’il abandonne en 1951 à la mort de son père ; il devient alors le chef de la maison royale de Prusse. Il se consacre désormais à l’administration et à la mise en valeur du château de Hohenzollern en Souabe, seul château resté en possession de la famille. Il y crée notamment une fondation — la Prinzessin-Kira von Preussen-Stiftung — qui aide dans un premier temps au séjour d’enfants de réfugiés des anciennes provinces allemandes de l’est de l’Europe. Louis-Ferdinand s’attache à faire de Hohenzollern un lieu du souvenir : des objets de la famille, sauvés des châteaux de Berlin et de Potsdam, y sont exposés. Le musée du château témoigne ainsi de l’histoire de la famille, qui s’étend sur au moins cinq siècles.
Même s’il a une vie publique importante, Louis-Ferdinand s’abstient de toute déclaration politique et réfrène ses partisans qui le pressent de briguer le poste essentiellement honorifique de président de la République fédérale d’Allemagne. Toutefois, il tient à montrer son attachement indéfectible à la ville de Berlin en y gardant un pied-à-terre (« Monbijou »).
Louis-Ferdinand fête ses 82 ans le 9 novembre 1989 en apprenant la chute du mur de Berlin. Pour lui, c’est l’occasion de réaliser un des actes qui lui tient le plus à cœur : faire rapatrier à Potsdam les cercueils de deux de ses ancêtres, dont Frédéric II. Il accomplit cet acte le 17 août 1991, jour du 205e anniversaire de la mort de Frédéric II, dans une Allemagne réunifiée.
Esthète, Louis-Ferdinand a laissé de nombreuses œuvres classiques. Il a notamment composé une marche funèbre pour la cérémonie de Potsdam.
Louis-Ferdinand meurt le 25 septembre 1994. Après une brève cérémonie officielle à la cathédrale de Berlin, il est inhumé aux côtés de sa femme et de l’une de ses filles, Xénia, au château de Hohenzollern.

## Généalogie

### Ascendance
Louis-Ferdinand de Prusse appartient à la première branche de la Maison de Hohenzollern. Cette lignée a donné des margraves puis des princes-électeurs de Brandebourg, des rois de Prusse (1701-1871) puis des empereurs à l'Allemagne (1871-1918).

### Descendance
Les sept enfants du prince Louis-Ferdinand et de la grande-duchesse Kira Kirillovna sont : 
- Frédéric-Guillaume de Prusse (1939-2015), qui épouse en 1967 Waltraud Freydag (postérité), puis en 1976 Ehrengard von Reden (postérité), et en 2004 Sibylle Kretschmer ;
- Michel de Prusse (1940-2014), qui épouse en 1966 Jutta Jörn (postérité), puis en 1982 Brigitte von Dallwitz-Wegner ;
- Marie-Cécile de Prusse (née en 1942), qui épouse en 1965 le duc Frédéric-Auguste d'Oldenbourg (en) (1936-2017, fils de Nicolas d'Oldenbourg) dont elle divorce en 1989 (postérité) ;
- Kira de Prusse (en) (1943- 2004), qui épouse en 1973 Thomas Liepsner (°1945) dont elle divorce en 1984 (postérité) ;
- Louis-Ferdinand de Prusse (1944-1977), qui épouse en 1975 la comtesse Donata de Castell-Rüdenhausen (pt)[4] (1950-2015) (postérité) ;
- Christian Sigismond (né en 1946), qui épouse en 1984 la comtesse Nina von Reventlow [de la branche familiale de Damp] (née en 1954) (postérité) ;
- Xénia de Prusse (1949-1992) qui épouse en 1973 Per-Edvard Lithander (1945-2010) dont elle divorce en 1978 (postérité).

Par son troisième fils, Louis-Ferdinand de Prusse décédé en 1977, Louis-Ferdinand est le grand-père de l'actuel chef de la Maison royale de Prusse, le prince Georges Frédéric de Prusse qui lui a succédé à sa mort en 1994.